# Pseudaulacaspis mirabilis
Pseudaulacaspis mirabilis är en insektsart som beskrevs av Hu 1986. Pseudaulacaspis mirabilis ingår i släktet Pseudaulacaspis och familjen pansarsköldlöss. Inga underarter finns listade i Catalogue of Life.